# Mausolée libyco-punique de Dougga
Le mausolée libyco-punique de Dougga, appelé aussi mausolée d'Atban, est l'une des pièces maîtresses du site archéologique de Dougga en Tunisie. Il s'agit de l'un des très rares exemples d'architecture royale numide en bon état de conservation, un autre exemple se situant à Sabratha dans l'actuelle Libye. Il est daté du IIe siècle av. J.-C.
Il est classé comme partie du site de Dougga sur la liste du patrimoine mondial de l'Unesco. Le 17 janvier 2012, le gouvernement tunisien le propose pour un futur classement, en tant que partie des mausolées royaux de Numidie, de la Maurétanie et des monuments funéraires pré-islamiques.

## Histoire

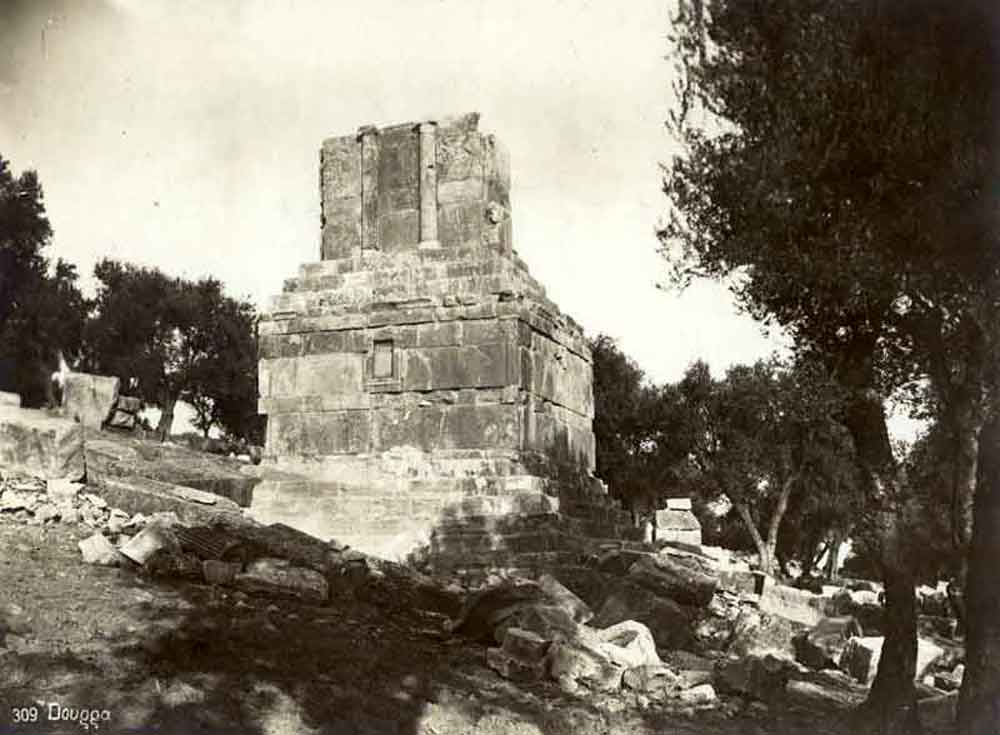
Mausolée libyco-punique avant sa restauration.

Les premiers visiteurs occidentaux à visiter le site de Dougga parcourent le site à partir du XVIIe siècle, cette tendance se poursuivant au XVIIIe siècle et au début du XIXe siècle. Le mausolée libyco-punique fait l'objet de descriptions poussées et à la fin de la période des premières études architecturales.
En 1842, afin de détacher l'inscription royale qui l'orne, le consul-général britannique à Tunis, sir Thomas Reade, endommage très gravement le monument qui ne doit son état actuel qu'à un archéologue français, Louis Poinssot, qui en entreprend une véritable reconstruction à partir des éléments qui jonchaient le sol entre 1908 et 1910 avec des fonds tunisiens.

## Description
La construction mesure 21 mètres de hauteur sur trois étages et l'on y accède par un piédestal de cinq marches.
Sur la face nord du podium, premier des trois étages, une fenêtre fermée par une dalle ouvre la chambre funéraire. Les autres faces sont décorées de fausses fenêtres, les quatre pilastres d'angle étant d'ordre éolique.
Le second niveau est constitué d'une colonnade ayant la forme d'un temple (naïskos), les colonnes engagées flanquant chaque côté étant d'ordre ionique. Le troisième et dernier niveau est le plus richement décoré : outre des pilastres d'angle similaires à ceux du premier niveau, il se termine par une pyramide. Des éléments de statuaire perdurent, avec décor de griffons dans les angles et également un quadrige sur l'une des faces du dernier niveau.

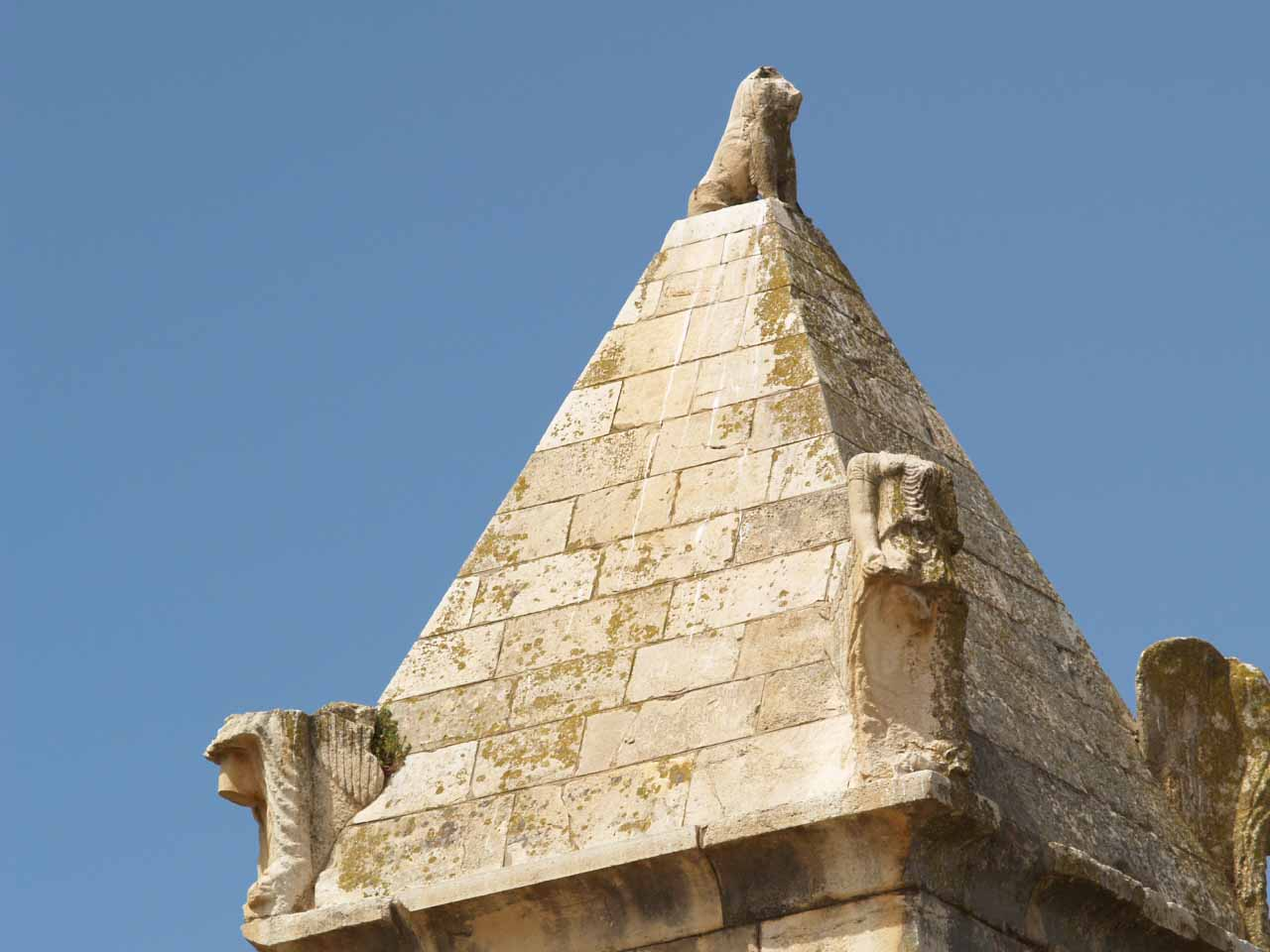
Détail sur les sculptures du dernier étage.
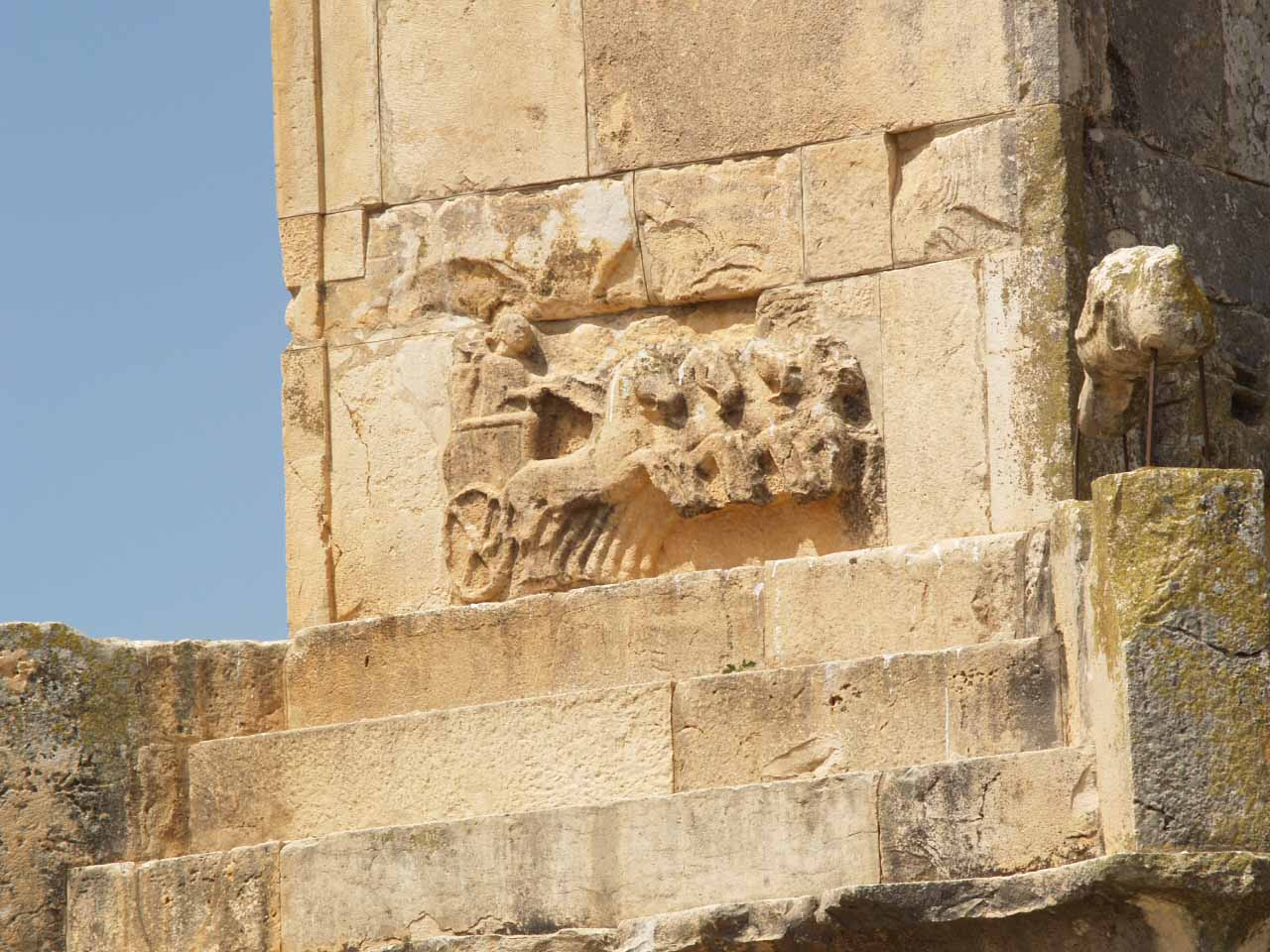
Détail de la sculpture du dernier étage.

## Inscription bilingue punique et libyque

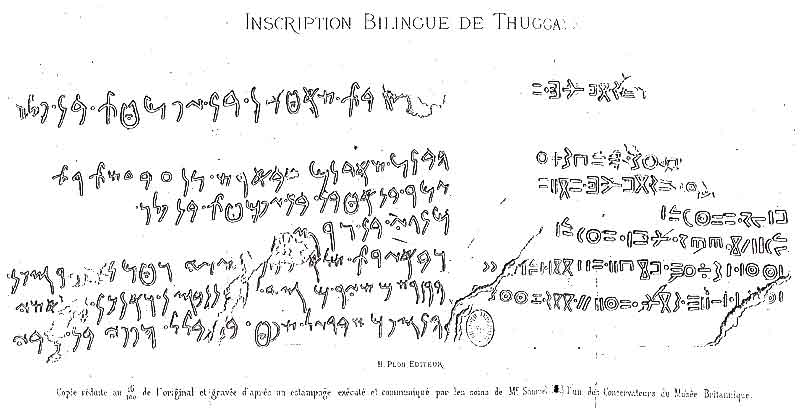
Inscription bilingue de Dougga.

L'inscription bilingue libyque et punique, qui se trouve aujourd'hui au British Museum, a permis de déchiffrer les caractères libyques : 
« Voici l'équipe de Atban, fils de Iepmatah, fils de Palou : les constructeurs en pierres Aborsh, fils de Abdashtart Mengy, fils de Oursken ; Zamar, fils de Atban, fils de Iematah, fils de Palou ; et parmi les gens de sa maison, Zezy, Temen et Oursken ; les menuisiers Mesdel, fils de Nenpsen et Anken, fils de Ashy ; les forgerons Shepet, fils de Bilel et Pepy, fils de Beby. »

## Interprétation
Certains auteurs y ont vu une parenté avec l'architecture funéraire d'Asie Mineure et les nécropoles alexandrines des IIIe et IIe siècles av. J.-C..
Ce tombeau a été considéré comme dédié à Atban, fils de Iepmatath et de Palu, grâce au texte de l'inscription qui a été conservée. Celle-ci, dont la localisation précise au sein du monument, sur un côté d'une fausse fenêtre du podium, n'a été tranchée que récemment, n'était pas unique : une autre inscription bilingue, aujourd'hui perdue, ornait l'autre côté de la fausse fenêtre. Cette seconde inscription, dont la perte est irrémédiable pour une interprétation définitive du monument, aurait développé la titulature du prince auquel le monument était consacré.
Selon les dernières études, les noms cités sur l'inscription conservée ne seraient que ceux des constructeurs du monument : l'architecte et les représentants de divers corps de métiers. Le monument aurait été bâti par les habitants de la cité pour un prince numide : certains y ont vu le tombeau ou un cénotaphe à destination de Massinissa,.